# Horton Foote
Albert Horton Foote, Jr. (* 14. März 1916 in Wharton, Texas; † 4. März 2009 in Hartford, Connecticut) war ein US-amerikanischer Dramatiker und Drehbuchautor. In seinen Bühnenstücken und Drehbüchern schrieb er über die Schattenseiten des Alltags in den amerikanischen Südstaaten. Seine Stoffe handeln meist von familiären Konflikten und den Schwierigkeiten im Leben einfacher Leute, die schließlich gemeinsam überwunden werden. Publikum und Kritiker schätzen seine positiven Darstellungen von Gemeinschaftsgefühl und gemeinsamer Bewältigung von Einschränkungen und Not.

## Leben und Werk
Horton Foote war der älteste von drei Söhnen des Herrenausstatters Albert Horton Foote, Sr. und der Klavierlehrerin Harriet Gautier „Hallie“ Brooks. Seine jüngeren Brüder waren Thomas Brooks Foote (1921–1944) und John Speed Foote (1923–1995). Er studierte zwei Jahre lang Schauspiel am Pasadena Playhouse in Kalifornien und begann 1935 seine Karriere als Schauspieler am New Yorker Broadway. Bald entdeckte er, dass es für ihn am leichtesten war, gute Rollen zu erhalten, wenn er die Stücke selbst schrieb. Er wurde dazu von der Choreographin Agnes de Mille und Ensemble-Mitgliedern ermutigt. 1941 kam sein erstes Theaterstück Texas Town auf eine Off-Broadway-Bühne. Es spielt in einer Drogerie (Drugstore), dem sozialen Zentrum einer kleinen Gemeinde, deren Besitzer, zwei Brüder, dieselbe Frau lieben. Seine Stücke, unter denen sich Einakter und experimentelle Arbeiten befinden, wurden später auch am Broadway aufgeführt. Unter den vielen Künstlern, mit denen er zusammenarbeitete, war auch die Tänzerin und Choreographin Martha Graham. In den frühen 1950er-Jahren wechselte Foote von der Bühne zum Schreiben von Drehbüchern für das Fernsehen wie „The Trip to Bountiful“ (Reise ins Glück) und „The Chase“, die später auch als Kinofilme verfilmt wurden. 1962 verfasste er mit „To Kill a Mockingbird“ (Wer die Nachtigall stört) sein erstes Drehbuch zu einem Kinofilm.
Foote schrieb insgesamt 60 Theaterstücke, ein Dutzend Drehbücher und mehr als ein Dutzend Fernsehspiele. Seine Stücke kreisen oft um die texanische Kleinstadt Wharton, die er fiktiv als Harrison bezeichnet. Sein Stil wird mit dem von Tschechow verglichen, es sind meist komplexe Dramen über den Alltag in der Provinz, in denen nur scheinbar nichts geschieht. Er war Mitglied des PEN America.

### Familie
1945 heiratete er Lillian Vallish Foote und zog mit ihr für fünf Jahre nach Washington, D.C., wo sie ihr eigenes Theater leitete. Danach übersiedelten sie nach New Hampshire, bevor sie schließlich wieder nach New York City zurückgingen. Seine Frau starb 1992 nach 47 Jahren gemeinsamer Ehe. Zuletzt lebte er bei der Familie seiner Tochter Hallie Foote (* 1950) in Kalifornien. Foote hatte vier Kinder, die auch an Projekten mit ihrem Vater mitgearbeitet hatten: die Schauspieler Horton Foote Jr. und Hallie Foote, die Bühnenautorin Daisy Foote und der frühere Regisseur Walter Foote, der heute als Anwalt in Westchester County tätig ist.
Horton Foote starb im Alter von 92 Jahren nach einer kurzen Krankheit und wurde in seiner Geburtsstadt Wharton beigesetzt.

## Zitate
„Mr. Foote is a master of the distinctive art of balancing everyday domestic clutter over a pit of existential darkness.“

„Mr. Foote was a major American dramatist whose epic body of work recalls Chekhov in its quotidian comedy and heartbreak, and Faulkner in its ability to make his own corner of America stand for the whole.“

## Auszeichnungen (Auswahl)
- 1963: Oscar für das beste adaptierte Drehbuch für Wer die Nachtigall stört nach dem gleichnamigen Roman von Harper Lee
- 1984: Oscar für das beste Originaldrehbuch für Comeback der Liebe (Tender Mercies)
- 1995: Pulitzer-Preis im Alter von 79 Jahren für sein Stück The Young Man From Atlanta
- 1998: Wahl zum Mitglied in der American Academy of Arts and Letters und Auszeichnung mit der Gold Medal for Drama für sein Lebenswerk[6]
- 2000: Verleihung der National Medal of Arts durch US-Präsident Bill Clinton
- 2005: Wahl zum Mitglied der American Academy of Arts and Sciences

## Werke (Auswahl)

### Theaterstücke
- 1965: Ein Mann wird gejagt (The Chase)
- 2013: The Trip to Bountiful, UA: New York City, 2013

### Filmografie

#### Drehbücher
- 1955: Sturm-Angst (Storm Fear)
- 1962: Wer die Nachtigall stört (To Kill a Mockingbird)
- 1964: Die Lady und der Tramp (Baby, the Rain Must Fall)
- 1967: Morgen ist ein neuer Tag (Hurry Sundown)
- 1972: Heute und morgen und in alle Ewigkeit (Tomorrow)
- 1981: Nicht aufgeben (Keeping on!)
- 1983: Comeback der Liebe (Tender Mercies)
- 1985: A Trip to Bountiful – Reise ins Glück (The Trip to Bountiful)
- 1991: Verdammte des Südens (Convicts)
- 1992: Haus der Drachen (The habitation of dragons)
- 1992: Von Mäusen und Menschen (Of Mice and Men)
- 1996: Lily Dale
- 1997: Der Strom (Old Man)
- 2010: Main Street

#### Literarische Vorlage
- 1965: Ein Mann wird gejagt